# Иванов, Анатолий Григорьевич (артист)
Анатолий Григорьевич Иванов (1936—2000) — советский и российский актёр театра и кино, заслуженный артист РСФСР (1976).
Родился в Свердловске, сын Натальи Ивановны Киселевской и Григория Ивановича Иванова, репрессированного в 1937 году. Воспитывался отчимом — Фёдором Родионовичем Богдановым.

## Карьера
В 1958 году окончил Театральное училище имени Б. В. Щукина.
В 1959—1966 годах служил в Киевском театре русской драмы имени Леси Украинки.
В 1966—1987 годах — актёр Московского театра имени Н. В. Гоголя.
Затем работал в театре Василия Ливанова «Детектив», в последние годы — в Московском театральном центре «Вишнёвый сад».
Похоронен на Ваганьковском кладбище.

## Фильмография
- 1956 — Песня табунщика — эпизод
- 1957 — Рождённые бурей — Раймонд
- 1960 — Летающий корабль — Андрей
- 1961 — Артист из Кохановки — Анатолий
- 1964 — Ключи от неба — лейтенант Петров
- 1964 — Сон — Александр II
- 1965 — Гибель эскадры — офицер
- 1965 — Девчонка с буксира — Резо
- 1965 — Хочу верить — Арвид Круминьш
- 1965 — Ярость — лейтенант Траубенберг
- 1967 — Война и мир — А.И. Остерман-Толстой
- 1969 — Сердце Бонивура — эпизод
- 1970 — Верхом на дельфине — Егор Королёв
- 1970 — Чёрное солнце — Нелсон
- 1972 — Вашингтонский корреспондент — журналист
- 1973 — За час до рассвета — белогвардеец
- 1973 — Человек в штатском — штурмбаннфюрер Рейтер
- 1977 — Машенька — Павел Павлович Туманский
- 1981 — Конфликтная ситуация — Паламидов
- 1982 — Никто не заменит тебя — Пётр Леонидович
- 1984 — Егорка — радист
- 1985 — Битва за Москву — Александров
- 1985 — День гнева — профессор Фидлер
- 1986 — Верховный суд — Баршавой
- 1986 — Железное поле — Олег Ткаченко
- 1987 — Мораль Леонардо — Рузвельт
- 1989 — Ночевала тучка золотая ... — следователь
- 1989 — То мужчина, то женщина — дворянин
- 1991 — Одиссея капитана Блада — д'Ожерон
- 1991 — Пять похищенных монахов — Моня Кожаный
- 1992 — Убийство на Ждановской — Лагутин
- 1998 — Военно-полевой романс — эпизод